# چاچیتا
اوا ماریا مونوز رویز (۲۶ نوامبر ۱۹۳۶ – ۲۳ اوت ۲۰۱۶)، که به‌طور حرفه‌ای با نام چاچیتا شناخته می‌شود، بازیگر و کمدین مکزیکی بود. فعالیت حرفه ای او در سال ۱۹۴۱ آغاز شد، زمانی که او تنها چهار سال داشت، و او به اجرا و مشارکت در دوران طلایی سینمای مکزیک ادامه داد. مونوز هنوز چهار ساله بود که در دومین فیلمش، «آی، جالیسکو، نه راجس» در نقش شخصیت چاچیتا بازی کرد! (آی! جالیسکو، عقب‌نشینی نکن) (۱۹۴۱). «چچیتا» بیش از ۷۵ سال به عنوان هنرمندی موفق در سینما، تلویزیون، تئاتر، رادیو، کلوپ شبانه و نمایش سیرک شناخته شد. پس از ایفای نقش شخصیت چاچیتا در دومین فیلمش، ¡Ay, Jalisco, no te rajes! (۱۹۴۱)، او نام مستعار «چاچیتا» را دریافت کرد.